# Paralamprops racovitzai
Paralamprops racovitzai är en kräftdjursart som beskrevs av Petrescu och H. Wittmann 2003. Paralamprops racovitzai ingår i släktet Paralamprops och familjen Lampropidae. Inga underarter finns listade i Catalogue of Life.